# Baek Myeong-seon
Baek Myeong-Seon (em coreano:  백 명선; 12 de fevereiro de 1956) é uma ex-jogadora de voleibol da Coreia do Sul que competiu nos Jogos Olímpicos de 1976.
Em 1976, ela fez parte da equipe sul-coreana que conquistou a medalha de bronze no torneio olímpico, no qual atuou em cinco partidas.